# Моденски грбовник
Моденски грбовник је један од мање познатих зборника грбова у серији илирске хералдике. Откривен је 2012. године у богатој збирци рукописа библиотеке Естенсе у Модени. Настао је почетком XVII вијека у Дубровнику и један је од најстаријих познатих преписа Охмучевићевог оригинала. Према свом садржају припада породици илирских грбовника. Наручиоци грбовника били су напуљски маркизи Радуловићи.

## Историја
Моденски грбовник припада збирци рукописа маркиза Кампорија (Campori), племићке породице пореклом из Модене. Ђузепе Кампори (1821—1887) завештао је своју колекцију са преко 5.000 рукописа граду Модени, под условом да се она чува у библиотеци Естенсе (Biblioteca estense universitaria), гдје се она налази и данас. Оригинални наручиоци и власници грбовника били су напуљски маркизи Радуловићи, који су се у Краљевину Напуљ населили отприлике у време настанка рукописа. Први од њих био је Никола Радуловић (1556—1608), поријеклом из Босне, који се 1604. године преселио у Полињано гдје је купио феуд за 80.395 дуката и постао први маркиз напуљских племића Радуловића.